# Giovanni Mauropo
Giovanni Mauropo, o Giovanni Mauropode, ovvero Giovanni dai piedi neri (in greco antico: Ἰωάννης Μαυρόπους?, Iōánnēs Maurópous; in latino Ioannes Mauropus), o ancora Giovanni di Euchaita (in greco antico: Ἰωάννης Εὐχαΐτων?, Iōánnēs Euchaítōn) (Paflagonia, 1000 circa – Costantinopoli, 1070 circa), è stato un poeta, letterato e vescovo bizantino, metropolita di Euchaita.

## Biografia
Giovanni Mauropo nacque in Paflagonia attorno al 1000. Si trasferì a Costantinopoli e conquistò in breve tempo reputazione come insegnante; tra i suoi allievi, il più importante fu Michele Psello che, peraltro, scrisse un fondamentale encomio da cui si traggono la maggior parte dei dati biografici in nostro possesso. Fu lo stesso Psello a presentarlo all'imperatore Costantino IX Monomaco (1042-1055). Per qualche anno Mauropo fece parte della cerchia privilegiata dei poeti e degli studiosi che Costantino aveva raccolto attorno a lui e svolse la funzione di oratore di corte. Con la caduta del primo ministro Costantino Licudi, suo congiunto, attorno all'anno 1050 Mauropo fu allontanato da Costantinopoli e fu nominato metropolita di Euchaita. In molte lettere Mauropo si è lamentato per questo "onorevole esilio" chiedendo a Psello di sollecitare gli imperatori successivi a permettergli di ritornare nella capitale. Presumibilmente, egli riuscì nel suo intento solo verso la fine della sua vita, dato che si ritirò nel convento di Hagia Petra a Costantinopoli, dove morì presumibilmente nel 1070. 

## Opere
Sembra che Mauropo avesse preparato già in vita una raccolta delle sue opere di alto livello stilistico (dodecasillabi, lettere, discorsi/omelie). Il Codice Vaticano gr. 676 è da sempre stato considerato una copia molto vicino a questa raccolta, composta da novantanove epigrammi in trimetri giambici, 77 lettere, 12 discorsi e omelie sacre; pubblicata per la prima volta nel 1882, Daniele Bianconi ha poi dimostrato che si tratta della master copy dell'intera raccolta. Il "Canzoniere" è stato tradotto in lingua italiana e inglese. Oltre a questi epigrammi, Mauropo scrisse molte altre composizioni, soprattutto canoni, sparse per vari codici e quasi tutte ancora inedite. Lasciò anche un lessico etimologico in 476 giambi che conserva elementi delle teorie etimologiche dell'antichità.
Tra le altre opere:
- Tre canoni di Giovanni Mauropode in onore di santi militari; a cura di Francesco D'Aiuto, Edizione critica del testo con traduzione italiana a fronte, Roma: Accademia nazionale dei Lincei, 1994.
- Discorso per Basilio, Gregorio e Giovanni Crisostomo; introduzione e versione di Rosario Anastasi, Catania: Università degli studi, facoltà di lettere e filosofia, 1988.
- Otto canoni paracletici a N.S. Gesù Cristo; a cura di Enrica Follieri, Roma: Edizioni di Storia e Letteratura, 1967.
- Apostolos Karpozilos (a cura di), The letters of Ioannes Mauropous Metropolitan of Euchaita: Greek text, translation, and commentary, Thessalonike : Association for Byzantine Research, 1990.